# Georg Joseph Sidler
Ne pas confondre avec Georg Sidler (1831-1907), qui est son fils et un mathématicien suisse.
Pour les articles homonymes, voir Sidler.
Georg Joseph Sidler, né le 25 juin 1782 à Zoug et mort le 27 mai 1861 à Zurich, est une personnalité politique suisse.

## Biographie
Né le 25 juin 1782 à Zoug, Georg Joseph Sidler, partisan de la République helvétique, est à 17 ans secrétaire de la Chambre administrative du canton de Waldstätten.